# Кэмден Таун (группа)
Группа Кэмден Таун (англ. Camden Town Group) — влиятельное объединение английских художников-постимпрессионистов, собиравшихся в художественном ателье Уолтера Сикерта в период с 1911 по 1914 год, в лондонском районе Кэмден.

## История
В 1908 году художественный критик и искусствовед Фрэнк Раттер основывает Allied Artists Assotiation (AAA), ассоциацию художников, которая считала себя независимой от художественных групп, объединённых Королевской Академией художеств и была английским подобием парижского Салона Независимых. Многие художники, позднее вошедшие в группу Кэмден Таун, выставляли свои работы в Ассоциации. Сама же группа Кэмден Таун организовала выставку кубической и футуристической живописи.
Группа Кэмден Таун всегда насчитывала 16 членов. Среди них следует назвать таких мастеров, как:
- Уолтер Сикерт
- Гарольд Гилман
- Спенсер Гор
- Люсьен Писсарро (старший сын живописца Камиля Писсарро)
- Уиндхем Льюис
- Уолтер Байес
- Джеймс Б.Мэнсон
- Роберт Беван
- Огастас Джон
- Генри Лэмб
- Шарль Жинне
- Джон Д.Тёрнер
- Малкольм Друммонд
- Дункан Грант
- Джеймс Диксон Иннес
- Уильям Ратклифф

Особое влияние на творчество членов группы Кэмден Таун оказали работы Ван Гога и Гогена. Значительный интерес как для искусствоведов, так и для историков представляют созданные этими художниками картины с панорамами лондонских площадей, парков, скверов и улиц, театров, мюзик-холлов и кинотеатров в периоды до и во время Первой мировой войны.
Большая ретроспективная выставка работ художников группы Кэмден Таун прошла в 2008 году в лондонской картинной галерее Тейт.

## Галерея

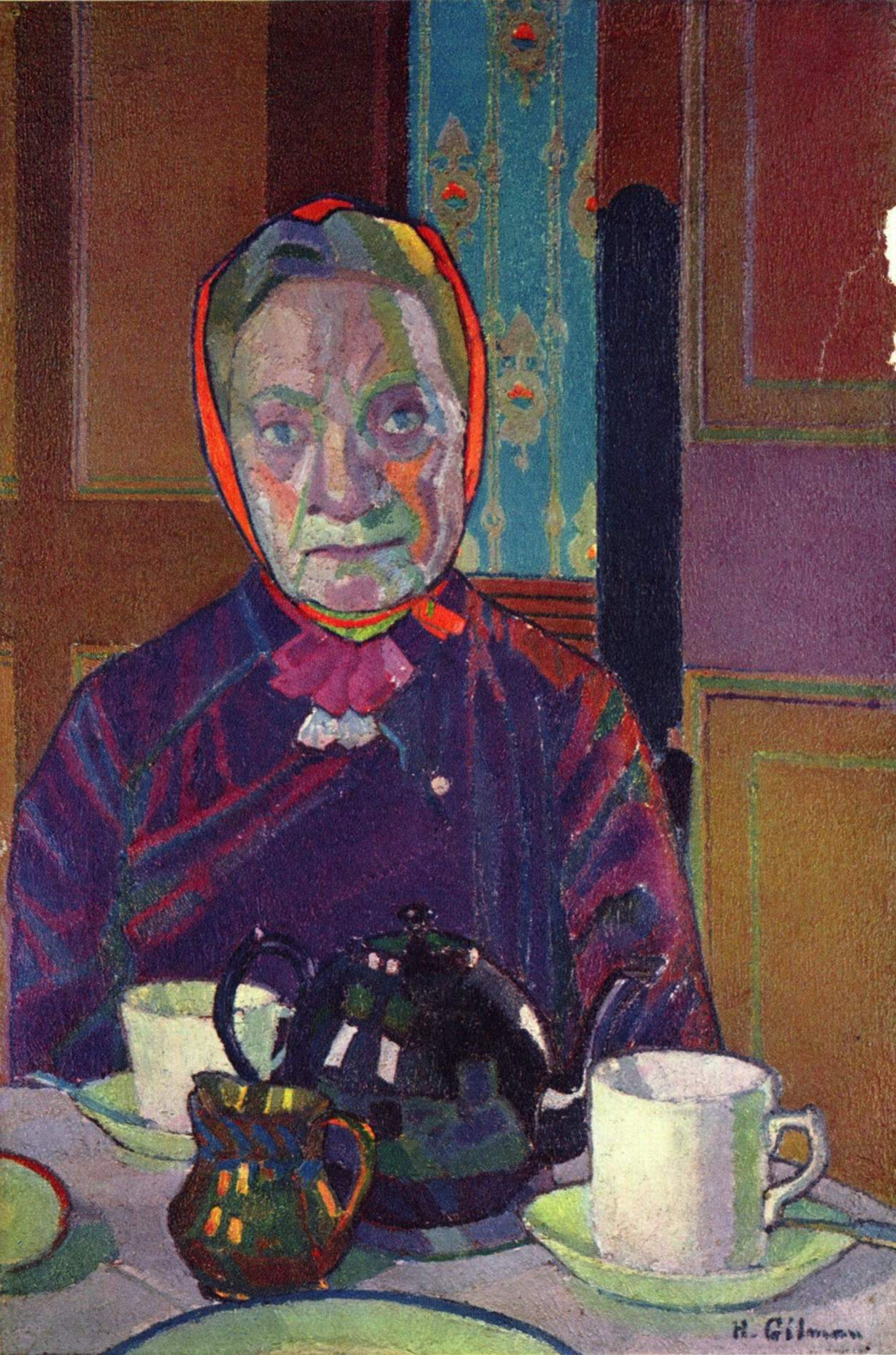
Г.Гилман Миссис Мунтер за завтраком (1917)
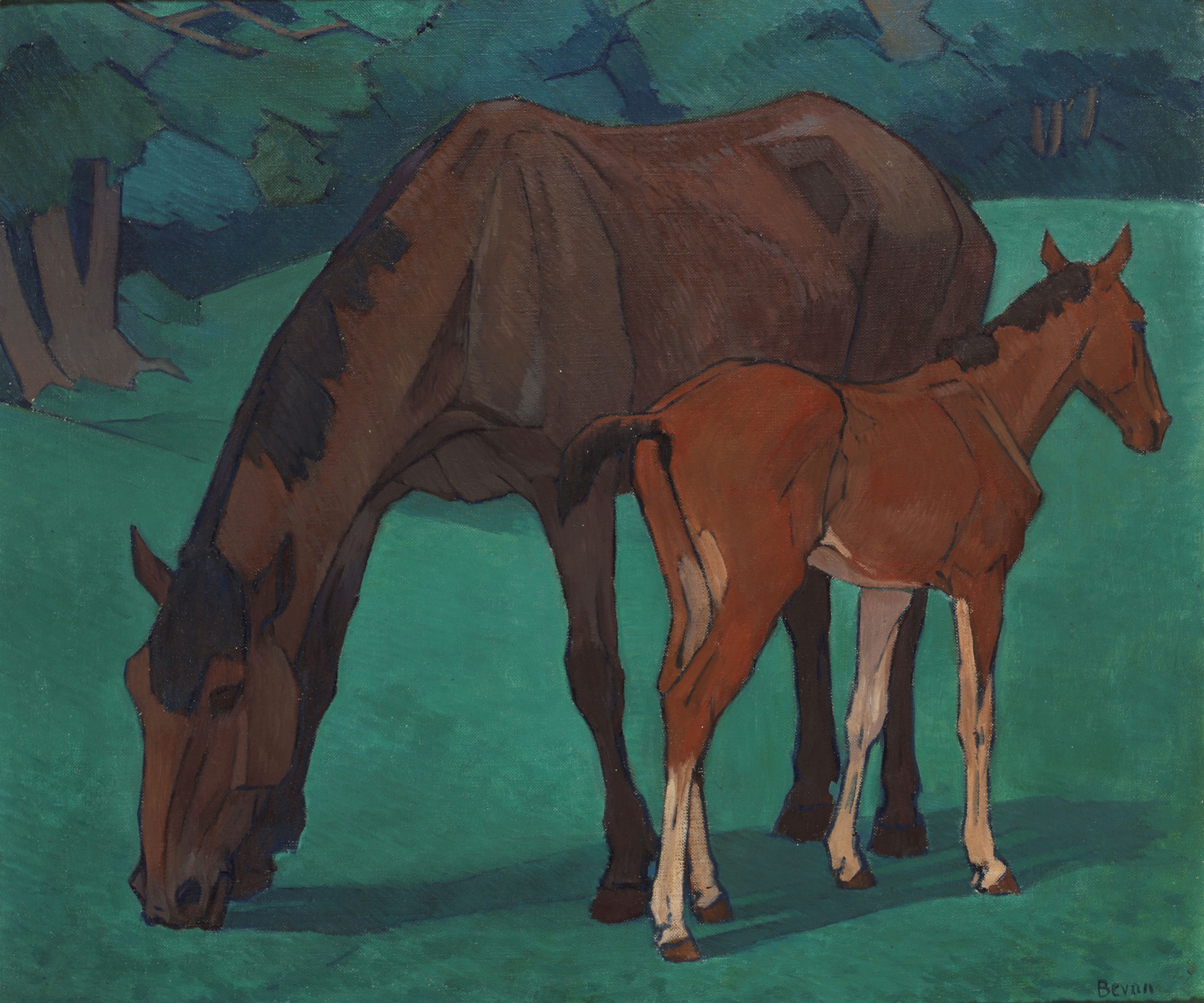
Р.Беван Кобыла с жеребёнком (1917)
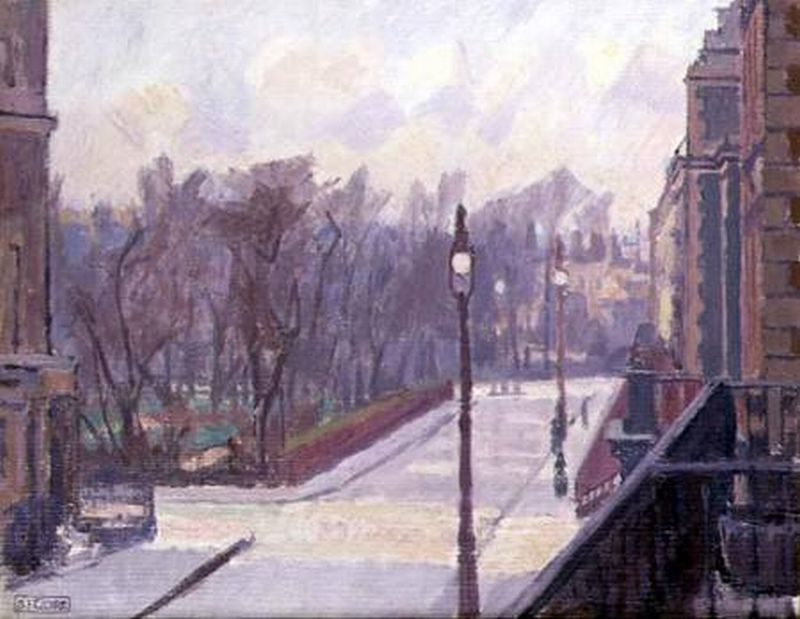
С.Гор Хартингтон-Сквер